# Aignes-et-Puypéroux
Aignes-et-Puypéroux è un comune francese di 298 abitanti situato nel dipartimento della Charente, nella regione della Nuova Aquitania.

## Società

### Evoluzione demografica
Abitanti censiti